# Paul et Virginie
Paul et Virginie is een roman geschreven door de Franse auteur, ingenieur, amateur-botanicus, wereldreiziger Jacques-Henri Bernardin de Saint-Pierre. Hij werd gepubliceerd in 1788 en is omschreven als een naïeve idylle maar met een brede strekking, en als een soort Romeo en Julia in een tropische "setting". In het boek worden een aantal idealen uit de Verlichting behandeld.

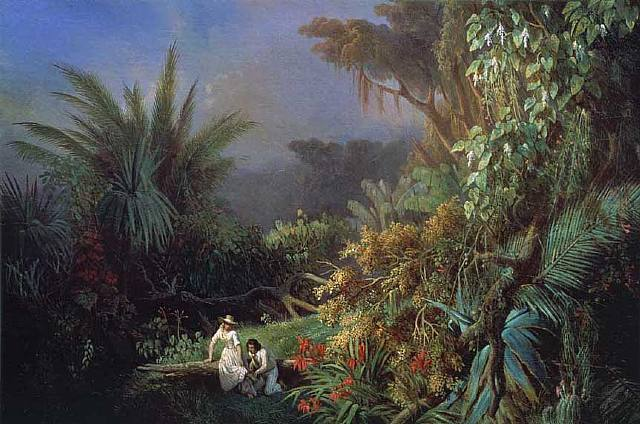

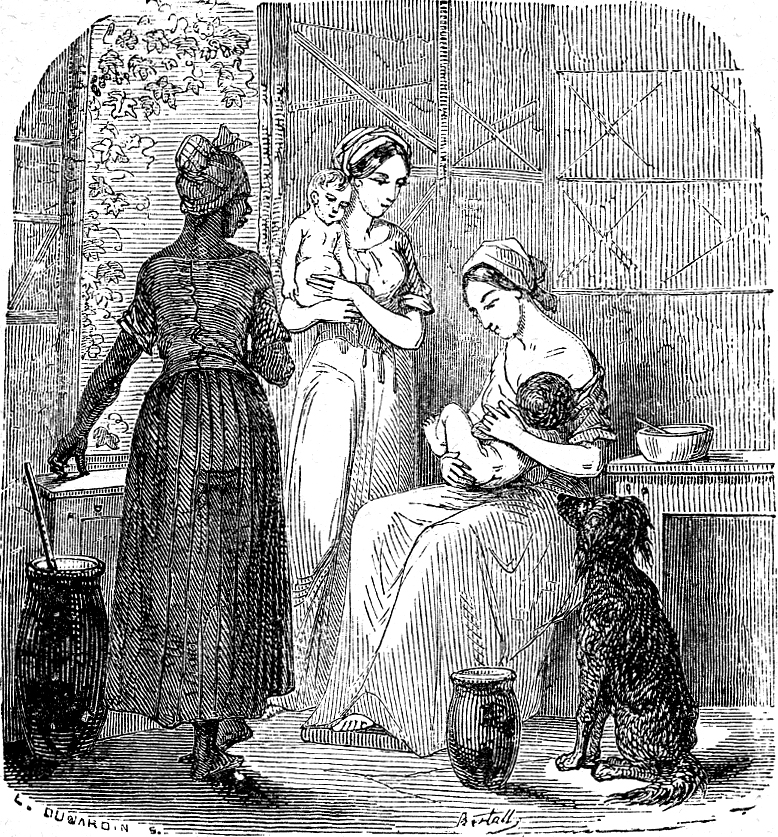
De beide moeders met hun kinderen, slavin en hond

Bernardin is beïnvloed door de Franse filosoof en auteur Jean-Jacques Rousseau tijdens hun wandelingen en gesprekken tussen 1768 en 1778. Het boek is door tientallen kunstenaars gebruikt middels prenten, schilderijen, opera's etc.

## Inhoud
Het verhaal begint in 1726. De Franse kolonie Île-de-France, nu Mauritius, is een toevluchtsoord voor velen die de strenge wetten van het vaderland zijn ontvlucht, onder hen twee jonge vrouwen, Marguerite Duval en Sophie de la Tour, die op het eiland een nieuw leven willen gaan beginnen. Marguerite verwacht een kind van haar minnaar, een man van Franse adel, die niet wilde trouwen vanwege het standsverschil. Sophie heeft een eenvoudige burgerman getrouwd en is verstoten door een van haar familieleden, een hertogin, maar ook door de Parijse elite. Het echtpaar wil een bestaan opbouwen op Mauritius, dat sinds vijf jaar Frans bezit is, (nadat het ooit door Wijbrand van Warwijck was ontdekt en door Pieter Both was ingericht als tussenpost voor de VOC). Maar al snel na hun aankomst overlijdt Sophies man terwijl hij in Madagaskar is om een paar slaven te kopen.
Sophie en Marguerite zijn vriendinnen geworden en hebben in de "Vallei van helder water" een nieuw thuis gevonden. Paul, de zoon van Marguerite en Virginie, de dochter van Sophie, groeien als broer en zus op in een paradijs, op grote afstand van alle regels en conventies, beschermd door hun moeders en een kleine gemeenschap. Hun relatie tot elkaar is net zo onschuldig als hun geloof dat het overal zo vredig en harmonieus toegaat als in hun vallei. Paul en Virginie dromen van een toekomst samen.
Als ze een weggelopen slavin aantreffen, nemen zij haar mee naar huis. Als dat verboden blijkt te zijn, overhandigen zij haar aan haar meester, die het meisje laat geselen. Paul neemt het op voor de slavin en valt de eigenaar van de plantage aan. De eigenaar is bang voor een slavenopstand.
Op het verzoek van haar tante stuurt Sophie haar dochter Virginie naar Frankrijk voor een goede opleiding en om later het familiefortuin te erven.
Aangekomen in Parijs wordt Virginie door haar oudtante meteen naar een strenge kloosterschool gestuurd. Paul probeert in de tussentijd zich te ontwikkelen, zodat hij met haar in contact blijven kan. Beiden zijn erg ongelukkig vanwege hun scheiding. Als de tante evenwel een huwelijk arrangeert met een dwaze, oude aristocraat, verzet Virginia zich en gaat terug naar Mauritius. De reis blijkt vanwege het moessonseizoen, als het in die contreien heftig kan stormen, een gevaarlijke tocht.